# Halichoeres melanotis
Halichoeres melanotis är en fiskart som först beskrevs av Gilbert, 1890.  Halichoeres melanotis ingår i släktet Halichoeres och familjen läppfiskar. IUCN kategoriserar arten globalt som livskraftig. Inga underarter finns listade i Catalogue of Life.